# Гидрооксалат калия
Гидрооксалат калия — неорганическое соединение,
кислая соль калия и щавелевой кислоты с формулой KHC2O4,
бесцветные кристаллы,
растворяется в воде,
образует кристаллогидраты.

## Получение
- Реакция стехиометрических количеств оксалата калия и щавелевой кислоты:

{\displaystyle {\mathsf {K_{2}C_{2}O_{4}+H_{2}C_{2}O_{4}\ {\xrightarrow {}}\ 2KHC_{2}O_{4}}}}

## Физические свойства
Гидрооксалат калия образует бесцветные кристаллы
моноклинной сингонии,
пространственная группа P 21/c,
параметры ячейки a = 0,4319 нм, b = 1,2890 нм, c = 0,7660 нм, β = 101,96°, Z = 4.
Растворяется в воде, слабо растворяется в этаноле.
Образует кристаллогидраты состава KHC2O4•n H2O, где n = 0,5 и 1.
Также образует «сверхкислую» соль KHC2O4•H2C2O4•2H2O.